# KIAA1644
KIAA1644 (англ. KIAA1644) – білок, який кодується однойменним геном, розташованим у людей на довгому плечі 22-ї хромосоми. Довжина поліпептидного ланцюга білка становить 199 амінокислот, а молекулярна маса — 22 573.
| 10         |  | 20         |  | 30         |  | 40         |  | 50         |
| ---------- |  | ---------- |  | ---------- |  | ---------- |  | ---------- |
| MTSCGQQSLN |  | VLAVLFSLLF |  | SAVLSAHFRV |  | CEPYTDHKGR |  | YHFGFHCPRL |
| SDNKTFILCC |  | HHNNTVFKYC |  | CNETEFQAVM |  | QANLTASSEG |  | YMHNNYTALL |
| GVWIYGFFVL |  | MLLVLDLLYY |  | SAMNYDICKV |  | YLARWGIQGR |  | WMKQDPRRWG |
| NPARAPRPGQ |  | RAPQPQPPPG |  | PLPQAPQAVH |  | TLRGDAHSPP |  | LMTFQSSSA  |

A: Аланін

C: Цистеїн

D: Аспарагінова кислота

E: Глутамінова кислота

F: Фенілаланін

G: Гліцин

H: Гістидин

I: Ізолейцин

K: Лізин

L: Лейцин

M: Метіонін

N: Аспарагін

P: Пролін

Q: Глутамін

R: Аргінін

S: Серин

T: Треонін

V: Валін

W: Триптофан

Локалізований у мембрані.